# Digby Ioane
Pour les articles homonymes, voir Ioane.

a Compétitions nationales et continentales officielles uniquement.

b Matchs officiels uniquement.
Dernière mise à jour le 8 juillet 2020.
Digby Ioane, né le 14 juillet 1985 à Wellington (Nouvelle-Zélande), est un joueur de rugby à XV international australien évoluant au poste d'ailier ou de centre. En 2020, il joue en Major League Rugby avec les Raptors du Colorado.

## Biographie
Il est l'oncle de Monty Ioane, joueur du Benetton Trévise, avec qui il jouait notamment un temps au Stade Français.

## Carrière

### En club
Après plusieurs saisons en Super 15 avec le Queensland Reds, il joue au Stade français pendant deux saisons avant de partir au Japon en 2015 pour évoluer au sein des Honda Heat.

### En équipe nationale
Digby Ioane obtient sa première sélection avec l'équipe d'Australie lors d'un match contre le pays de Galles en 2007.
Il a joué 35 matchs et a inscrit 11 essais (55 points).

## Palmarès
- Vainqueur du Super Rugby 2011 avec les Queensland Reds (il marque un essai en finale face aux Crusaders).
- Tri-Nations 2011 avec les Wallabies et 3e place de la Coupe du Monde 2011 avec les Wallabies.
- Vainqueur du Top 14 en 2015 avec le Stade Français.
- Vainqueur du Super Rugby 2017 avec les Crusaders.